# Wasserfedern
Die Wasserfedern (Hottonia) sind eine Pflanzengattung aus der Familie der Primelgewächse (Primulaceae), innerhalb der sie die einzigen Wasserpflanzen sind. Von den nur zwei Arten ist die eine in Nordamerika und die andere in Eurasien verbreitet.

## Beschreibung
Wasserfeder-Arten sind ausdauernde, krautige Wasserpflanzen. Die untergetauchten, kahlen Blätter sind gefiedert, stehen wechselständig oder wirtelig, die einzelnen Lappen sind linealisch, junge Blätter sind an den Rändern nach unten eingerollt.
Der doldige Blütenstand steht an einem über die Wasseroberfläche ragenden Blütenstandsschaft, die Blüten stehen dabei in mehreren Wirteln, die einander überlagern. Die zwittrigen Blüten sind heterostyl mit doppelter Blütenhülle. Die Krone ist weiß bis rosafarben und kann sowohl länger als auch kürzer als der Kelch sein. Die Kronlappen sind ausgebreitet und eingekerbt. Die Staubblätter sind an der Kronröhre angewachsen. Die Narbe ist kopfig.
Die Kapselfrucht öffnet sich seitlich, sie enthält nur wenige Samen mit netzförmigem Relief.
Als Chromosomenzahl kommt 2n = 20 bzw. 22 vor.

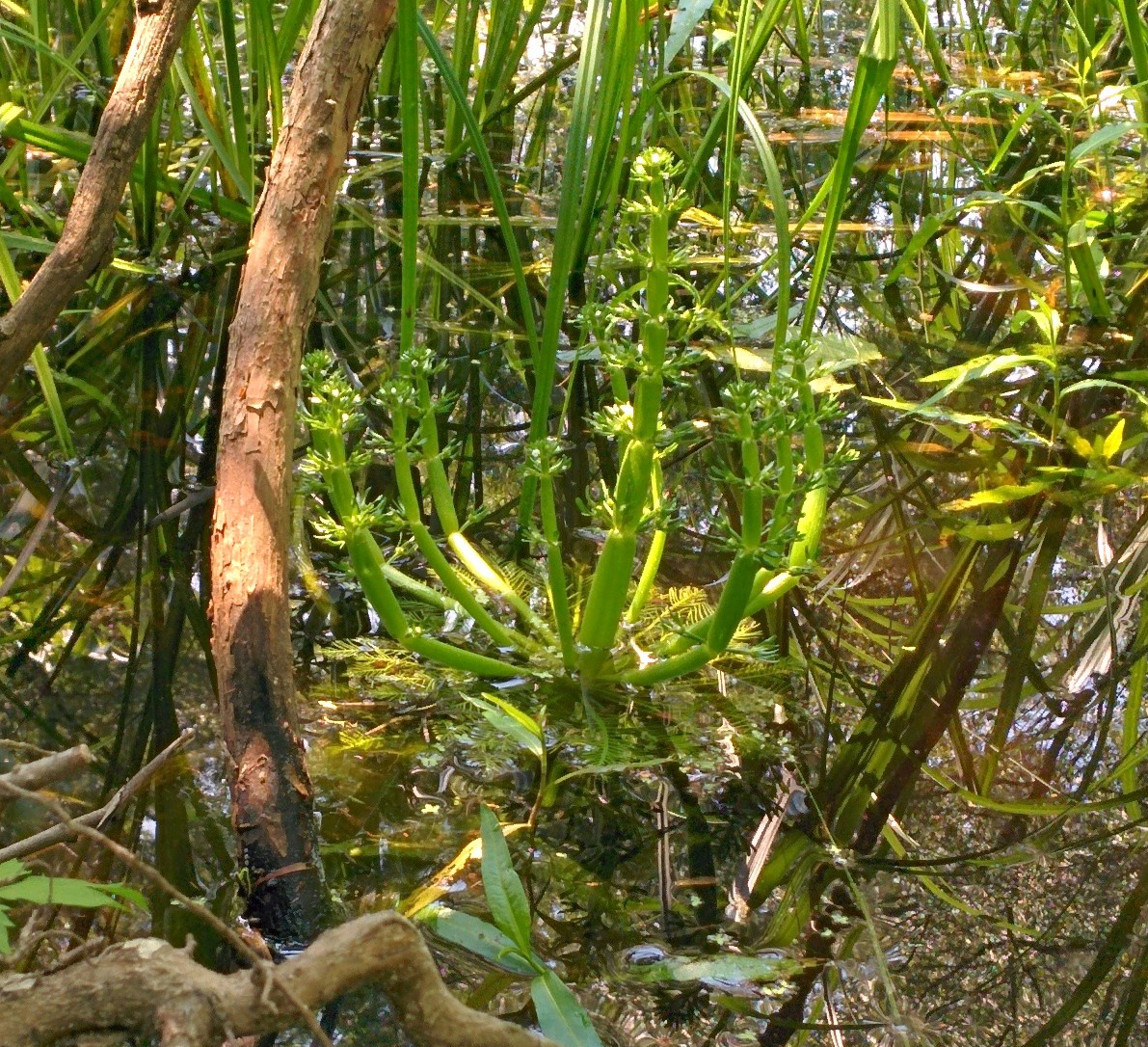
Hottonia inflata

## Verbreitung und Systematik

### Botanische Geschichte
Der wissenschaftliche Gattungsname Hottonia wurde von Hermann Boerhaave zum Andenken an Peter Hotton (1648–1709) vergeben und später von Carl von Linné übernommen.

### Arten
Von den nur zwei Arten ist die eine in Nordamerika und die andere in Europa und Kleinasien verbreitet:
- Wasserfeder (Hottonia palustris L.): Ihre Heimat ist Europa und die Türkei.[4]
- Hottonia inflata Elliott: Sie ist in Nordamerika beheimatet.

## Nachweise
- Arne A. Anderberg: Primulaceae. In: Klaus Kubitzki (Hrsg.): The Families and Genera of Vascular Plants. Volume 6: Flowering Plants, Dicotyledons: Celastrales, Oxalidales, Rosales, Cornales, Ericales. Springer, Berlin / Heidelberg / New York 2004, ISBN 3-540-06512-1, S. 317 (englisch, eingeschränkte Vorschau in der Google-Buchsuche).